# 克尤齊鄉
46°11′N 26°56′E / 46.183°N 26.933°E
克尤齊鄉（羅馬尼亞語：Comuna Căiuți, Bacău），是羅馬尼亞的鄉份，位於該國東北部，由巴克烏縣負責管轄，面積135平方公里，海拔高度240米，2007年人口5,437，人口密度每平方公里40人。